# 舍希尼
49°47′56″N 22°58′22″E / 49.79889°N 22.97278°E

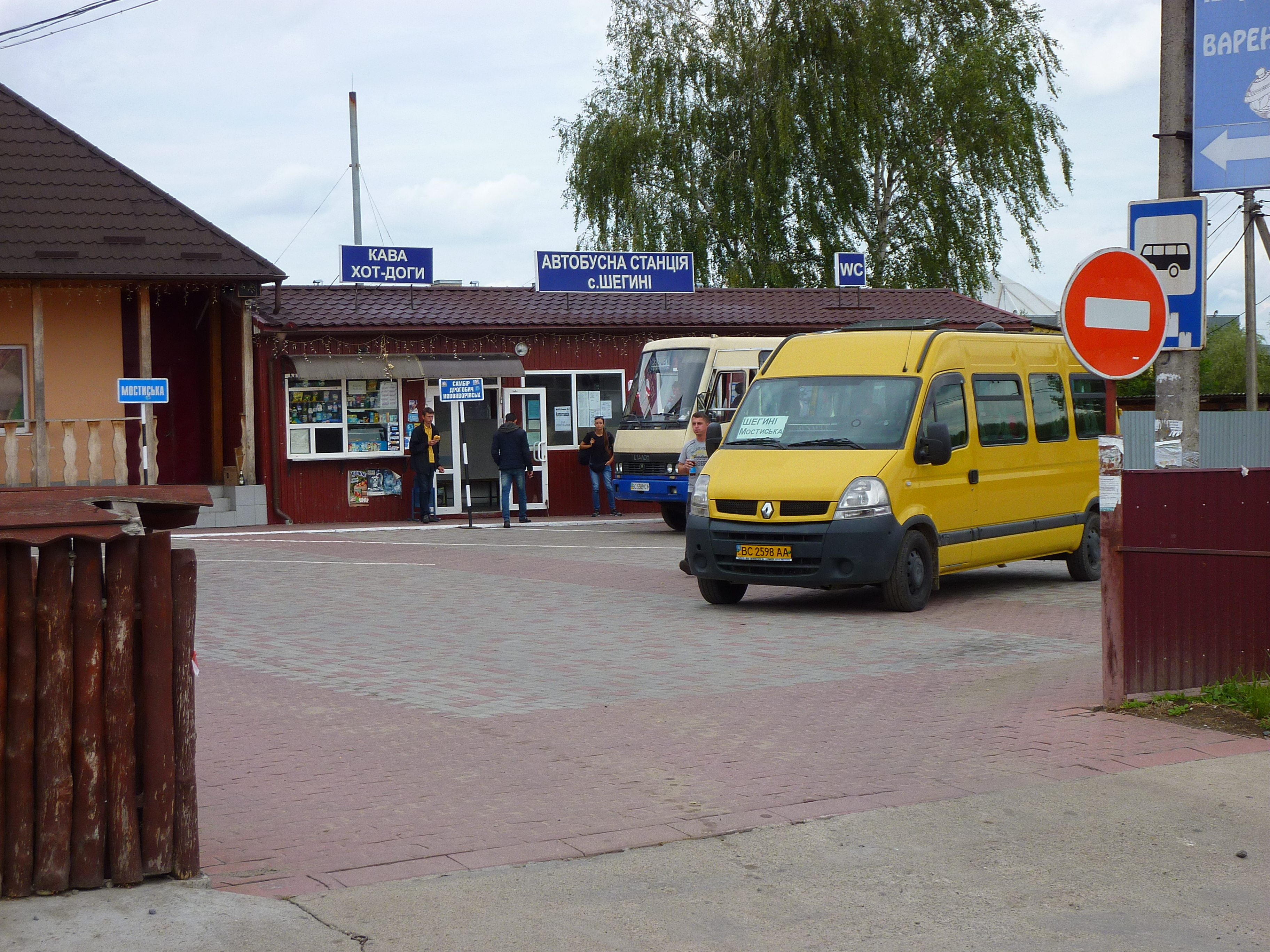
车站

舍希尼（羅馬化：Shehyni）是烏克蘭西部利沃夫州亞沃里夫區舍希尼市镇内的村庄及其行政中心。始建於1402年，面積2.24平方公里，海拔高度204米，2001年人口1,100，人口密度每平方公里491.29人。